# Kimani Maruge
Kimani Ng'ang'a Maruge (Kapkenduiywa, 1920 circa – Nairobi, 14 agosto 2009) è stato un filantropo keniota di etnia kikuyu, entrato nel guinness dei primati per essere la persona più anziana ad essersi iscritta alla scuola primaria, il 12 gennaio 2004.
A lui la BBC ha dedicato il film del 2010 The First Grader, su regia di Justin Chadwick.

## Biografia
Kimani Ng'ang'a Maruge è nato circa nel 1920 in un villaggio povero dell'altopiano del Monte Kenya. Pur non avendo dei documenti per attestare l'età esatta, Maruge ha affermato di essere nato nel 1920 circa. Ha preso parte alla rivolta dei Mau-Mau, opponendosi ai coloni inglese e trovando sconfitta nel 1956, evento che comunque portò all'indipendenza del Kenya pochi anni dopo nel 1963.
Nel 2003 il governo del Kenya annuncia di rendere gratuita e universale la scuola elementare primaria. Spinto da questa notizia Kimani si reca alla scuola di Eldoret per iscriversi, iniziando a frequentarla a partire dal gennaio 2004. La notizia suscita immediatamente molto scalpore e fa rapidamente il giro del mondo; l'uomo, uno studente modello, viene eletto l'anno seguente rappresentante degli studenti. Nel 2005 Kimani prende per la prima volta un aereo, per recarsi a New York, dove è stato invitato dall'Organizzazione delle Nazioni Unite per prendere parte ad un convegno intitolato Vertice di sviluppo del millennio e parlare dell'importanza dell'istruzione primaria gratuita.
A seguito delle elezioni presidenziali del 27 dicembre 2007 e delle violenze etniche dei primi mesi del 2008, rimane senza casa ed è costretto a rifugiarsi in un campo profughi, ma continuando comunque a frequentare la scuola, a 4 chilometri di distanza. Sempre nello stesso anno si trasferisce a Nairobi, ma è costretto per motivi di salute a ritirarsi e a trasferirsi in un centro per anziani. A giugno riprende nuovamente a frequentare la scuola a Kariobangi, in periferia della capitale. È morto il 14 agosto 2009 al Kenyatta National Hospital di Nairobi a causa di un tumore dello stomaco ed è stato sepolto a Subukia, nella fattoria di sua proprietà.

## Omaggi
Il film del 2010 di Justin Chadwick, The First Grader, racconta la storia di Kimani Maruge.